# Reformierte Kirche Filisur

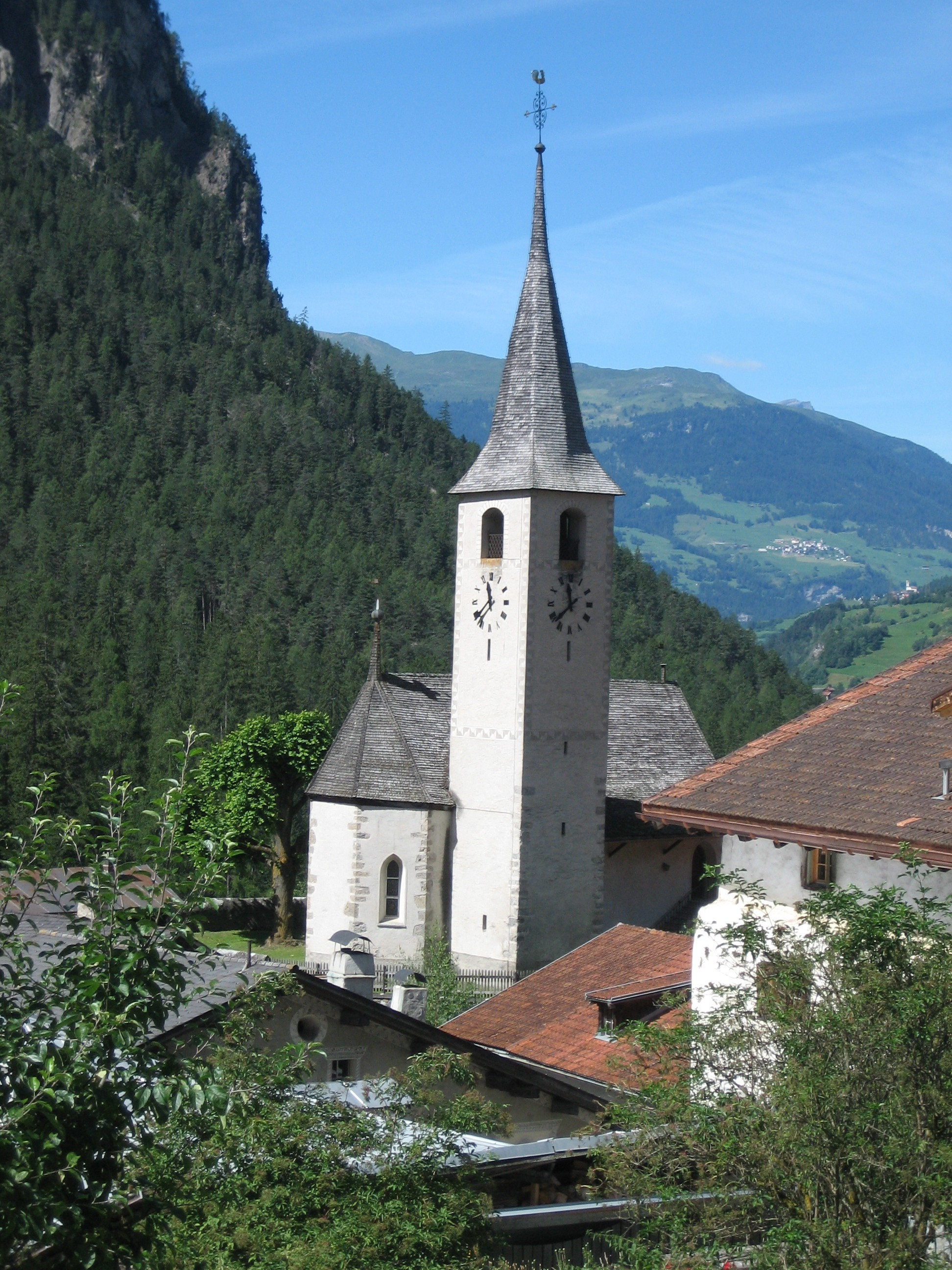
Aussenansicht der Kirche

Die reformierte Kirche in Filisur im Kanton Graubünden ist ein evangelisch-reformiertes Gotteshaus, das ursprünglich dem Heiligen Martin geweiht war.

## Geschichte und Ausstattung
Die Kirche ist in der Bausubstanz hochmittelalterlich. 1489 wurden der Chor neu errichtet und der Turm vergrössert.
Die Kirche wurde 1746 renoviert und 1956 letztmals restauriert.
Das Schiff ist mit italienischer Wandmalerei aus den Jahrzehnten vor der Reformation geschmückt. Die barocke Kanzel datiert auf das Jahr 1746. Die Kirche weist zwei Orgeln auf: eine Hausorgel im Chor von Ende des 18. Jahrhunderts und eine Orgel auf der Empore aus dem Jahr 1956.

## Kirchliche Organisation
Filisur bildete zusammen mit Dörfern im Umkreis, in denen die Reformierten eine Diaspora bilden, unter dem Namen Filisur-Albula jahrzehntelang eine Kirchgemeinde. Innerhalb der evangelisch-reformierten Landeskirche Graubünden gehört Filisur seit dem 1. Januar 2021 mit Bergün zur fusionierten Kirchgemeinde Val d‘Alvra.

## Galerie

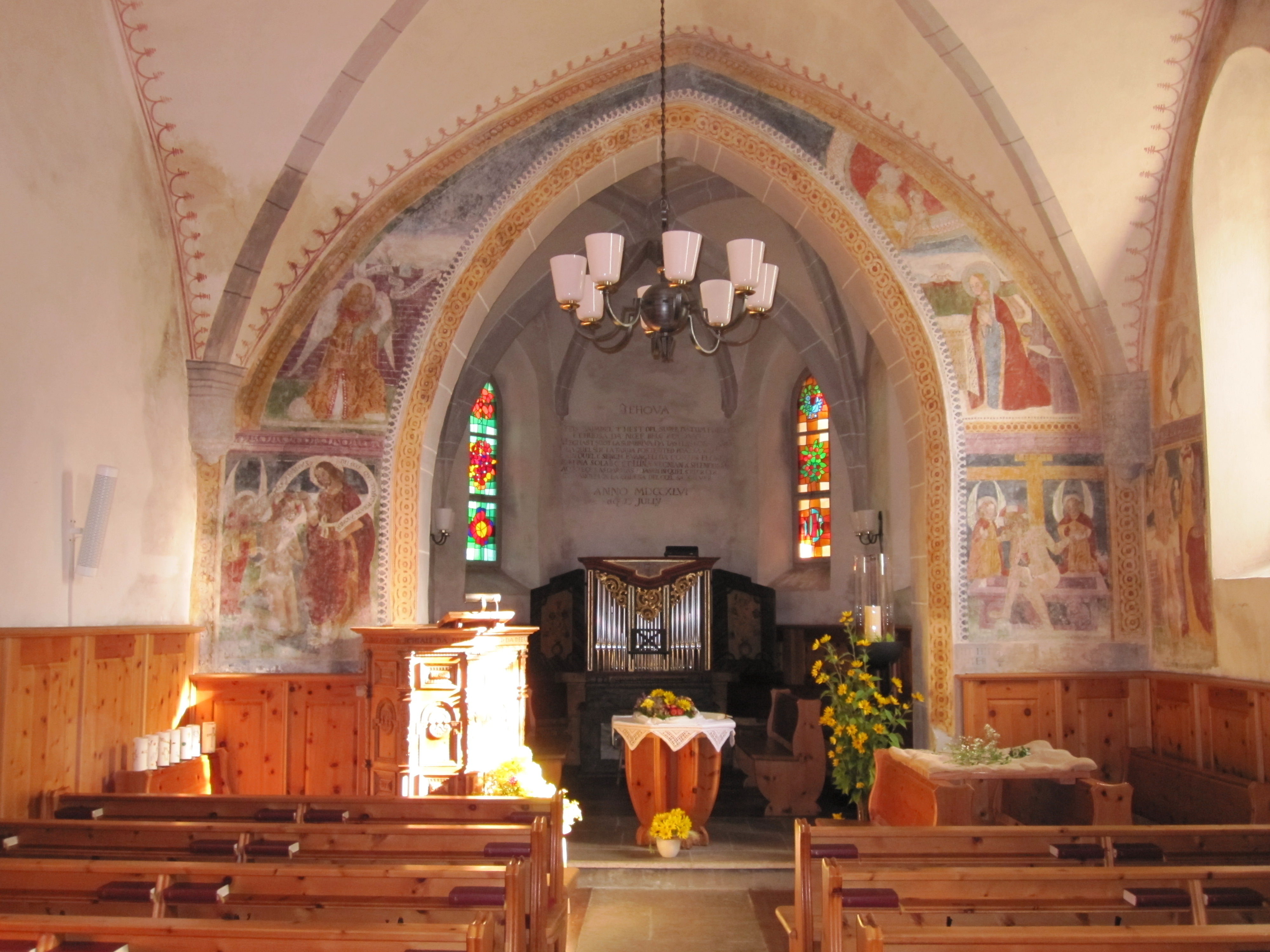
Innenansicht
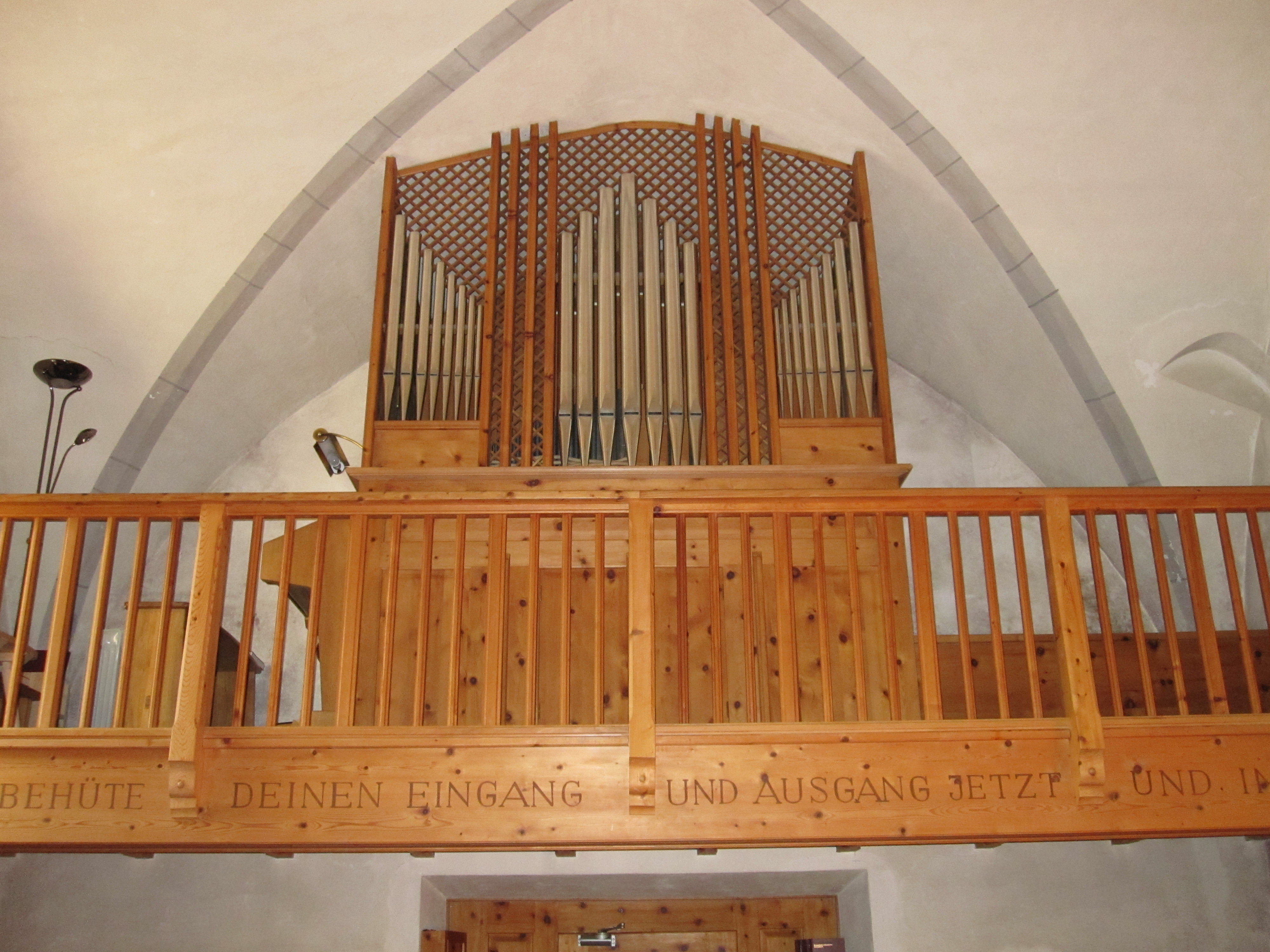
Orgel auf der Empore
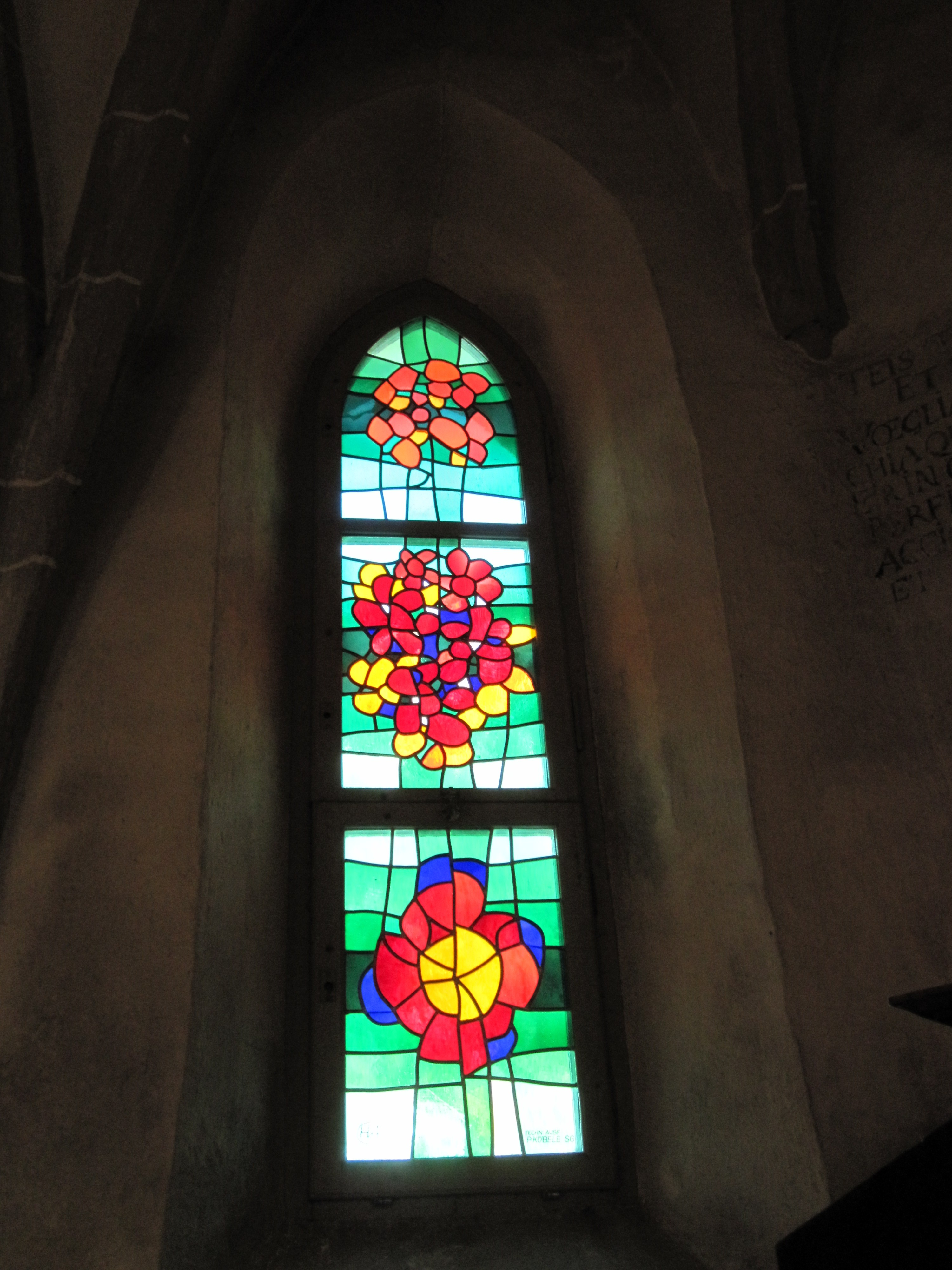
Glasfenster
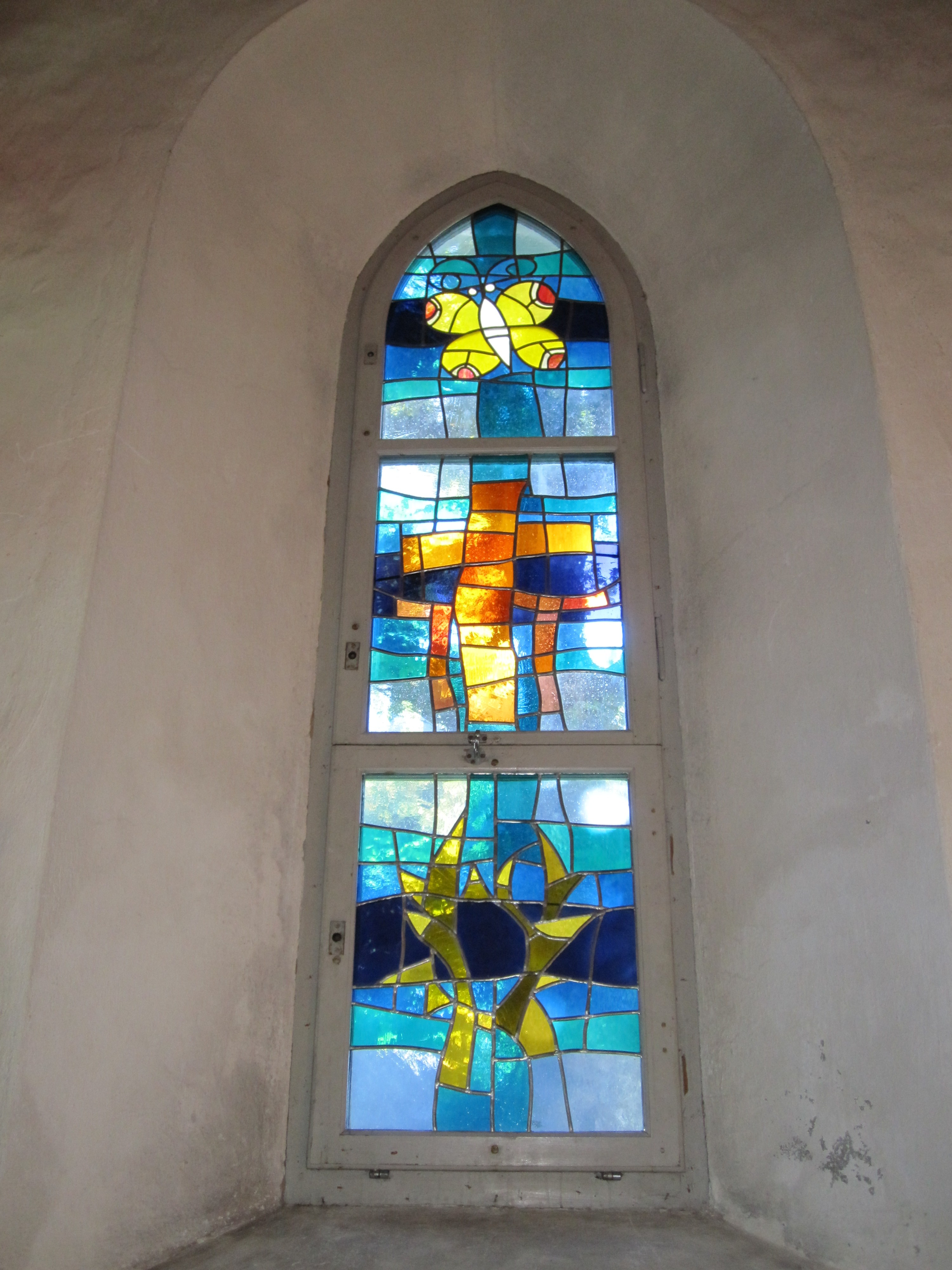
Glasfenster
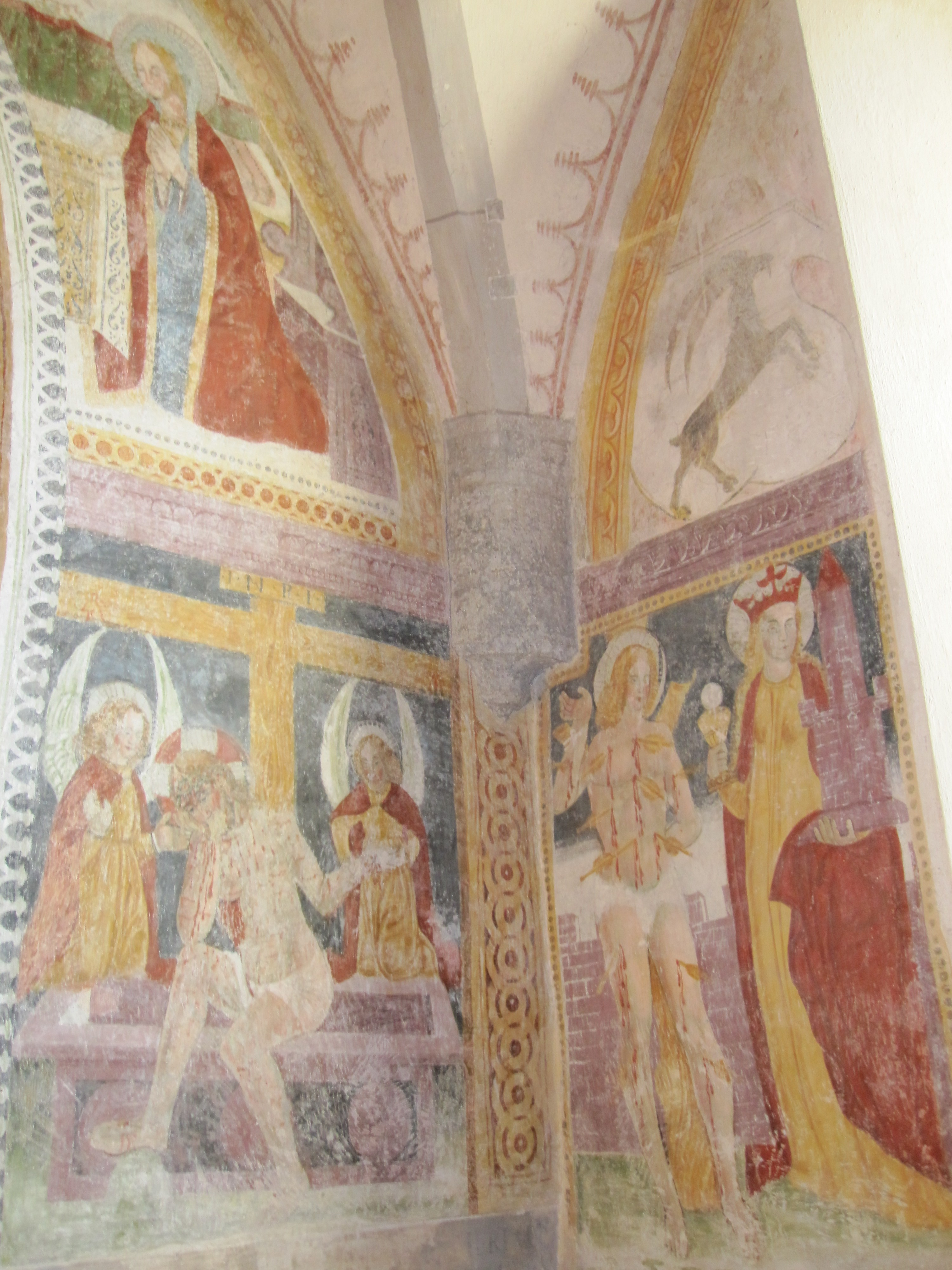
Wandgemälde
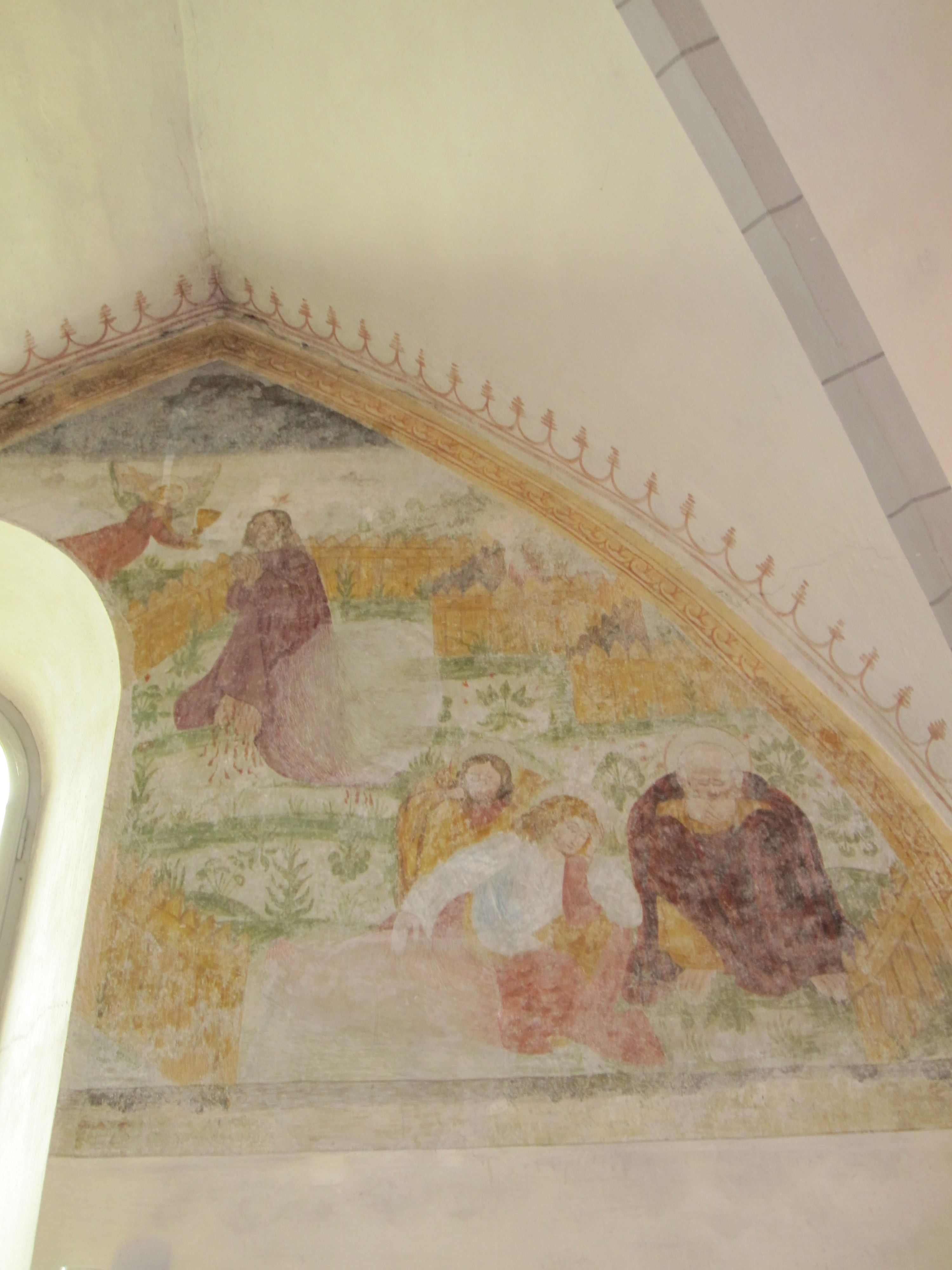
Wandgemälde